# Berstuc
Berstuc var en ondskabsfuld gud i vendisk mytologi. En slags skovtrold. Navnet blev også brugt om skovånder og underjordiske.
| Mytologi | Spire Denne artikel om mytologi er en spire som bør udbygges. Du er velkommen til at hjælpe Wikipedia ved at udvide den. |